# Video 2000

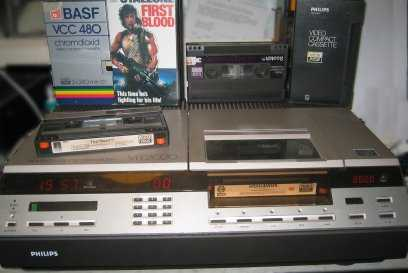
Philips VR2020 var den första masstillverkade modellen med Video2000-formatet som såldes i Storbritannien

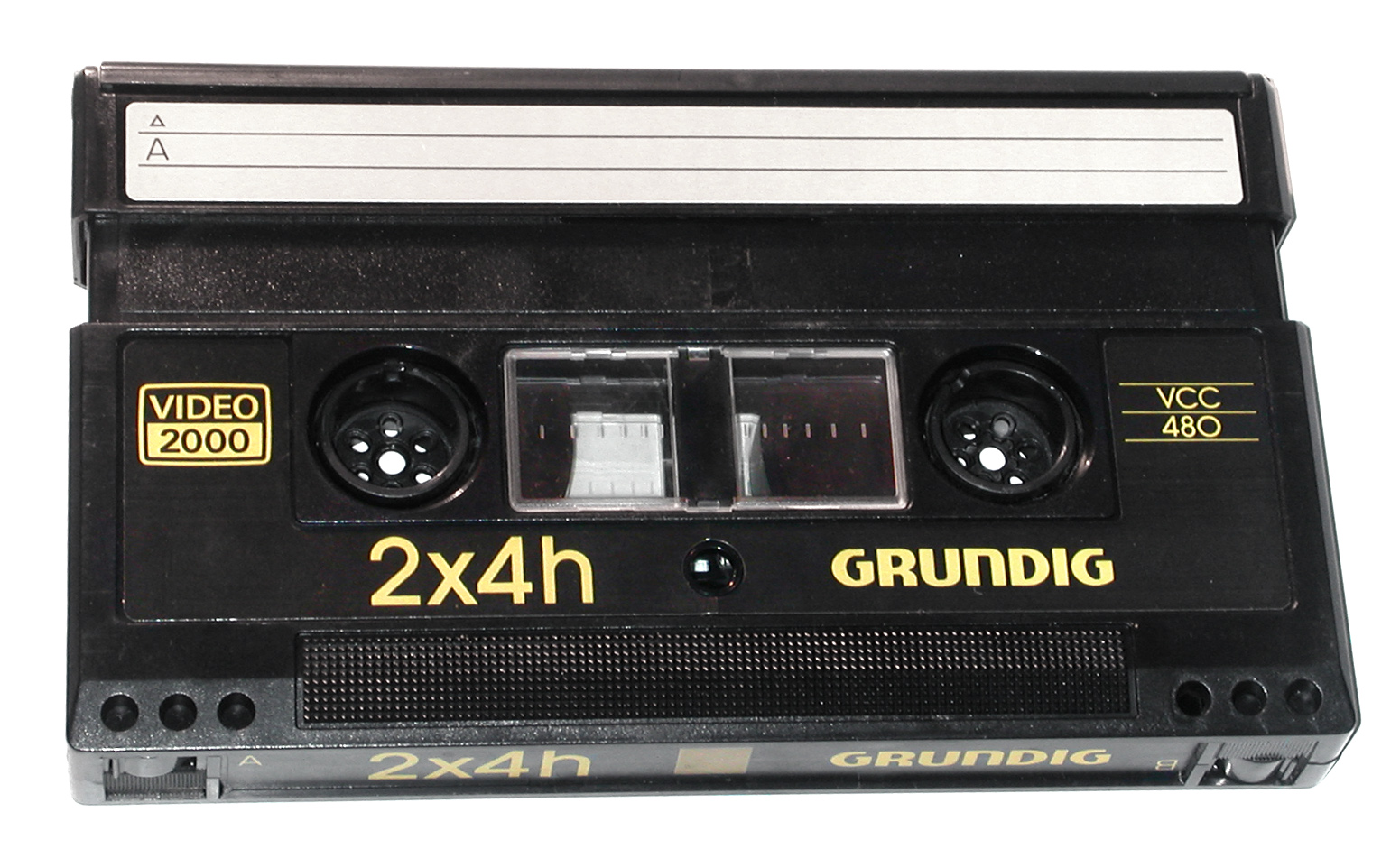
En Video 2000-kassett

Video 2000 är ett format för videobandspelare som introducerades 1979.
Detta format utvecklades av Philips och Grundig, men var ett helt nytt format och hade inget gemensamt med Philips tidigare format VCR och dess derivat VCR-LP samt SVR och dess derivat. Video 2000 hade bäst bild och ljud av samtliga konsumentformat och en speltid på 2 gånger 4 timmar eftersom kassetterna kunde vändas likt kompaktkassetterna för audiobruk. Andra generationens maskiner hade en long play-funktion som dubblerade speltiden till 2 gånger 8 timmar, samt stereoljud. 
Namnet Video 2000 användes främst för videoapparaterna, kassetterna marknadsfördes som Video Compact Cassette eller VCC.
Formatet kom dock för sent eftersom VHS-formatet vid det laget hade blivit helt dominerande på marknaden, och produktionen upphörde 1988.

### Fotnoter
1. 1 2  ”Video 2000 / Video Compact Cassette (1979 – 1988” (på engelska). Museum of Obselete Media. 10 mars 1979. http://www.obsoletemedia.org/video-2000/. Läst 27 juni 2015.